# Ludwig Riedel
Ludwig Riedel (Berlino, 1790 – Rio de Janeiro, 1861) è stato un botanico tedesco.
Riedel venne in Brasile nel 1811, con un invito a partecipare alla spedizione organizzata dall'esploratore, etnografo, naturalista e medico russo-tedesco Grigory Langsdorff. Dal 1820 al 1830 e dal 1831 al 1836 Riedel lavorò in Brasile raccogliendo piante per il giardino botanico di San Pietroburgo. Nel 1836 egli accettò un incarico permanente nel museo nazionale di Rio de Janeiro, essendo così il primo straniero con un posto fisso nel museo. Egli fondò e diresse il dipartimento di botanica ed il relativo giardino botanico fino al 1858.
| Riedel è l'abbreviazione standard utilizzata per le piante descritte da Ludwig Riedel. Consulta l'elenco delle piante assegnate a questo autore dall'IPNI. |

| Controllo di autorità | VIAF (EN) 22952878 · ISNI (EN) 0000 0000 2064 5755 · CERL cnp00557433 · LCCN (EN) n80032648 · GND (DE) 119497913 |